# Università di Bamako
L'Università di Bamako (in francese: Université de Bamako) è un'università pubblica a Bamako, capitale del Mali. È nota anche come Università del Mali.

## Storia
Inaugurata nel 1996, l'università ha riunito nove campus in tutta la città. L'istituzione è stata creata con la legge 93-060 del settembre 1993 ma dovette aspettare il novembre 1996 per la realizzazione. Il professore Ginette B. Siby è il Rettore e l'Amministratore delegato dell'università. Nel 2000 ci sono stati 19.714 studenti e 538 docenti nei nove campus. Nel 2007 l'Università di Bamako aveva più di 60.000 studenti e circa 600 docenti.

## Facoltà principali
A partire dal 2007, l'università è divisa in cinque facoltà e due istituti: la Facoltà di Scienze e Tecnologie (Faculté des sciences et techniques o FAST), la Facoltà di Medicina (Faculté de Médecine, de Pharmacie et de Odonto-Stomatologie o FMPOS), la Facoltà di Lettere, Arti e Scienze Sociali (Faculté des Lettres, Langues, Arts et Sciences Humaines o FLASH), la Facoltà di Legge e Scienze Politiche (Faculté des Sciences Juridiques et Politiques o FSJP), la Facoltà di Scienze economiche e Management (Faculté des Scinces Economiques et de Gestion o FSEG), l'Istituto di Management (Istitut Universitaire de Management o IUG) e l'Istituto di formazione superiore e ricerca applicata (Istitut Supérieur de Formation et de Recherche Appliquée o ISFRA).

## Scambi internazionali
L'università ha sviluppato una rete educativa con università straniere, in particolare con quelle dei paesi francofoni. Un esempio è la collaborazione l'Università di Parigi VIII per il Five Continents Open University project del 2005.

## Computer network
L'Università di Bamako ha una rete informatica moderna, utilizza il dominio um.edu.m